# Elena Blavatschi
Elena Petrovna Blavatschi (în rusă: Елена Петровна Блаватская, în ucraineană: Олена Петрівна Блаватська), născută Hahn von Rottenstern (în rusă: Елена Петровна Ган, în ucraineană: Олена Петрівна Ган; n. 12 august (31 iulie stil vechi) 1831, la Ekaterinoslav, Imperiul Rus (azi Dnipropetrovsk, Ucraina — d. 8 mai 1891, Londra), cunoscută acum ca Madame Blavatski sau chiar desemnată simplu, cu inițialele HPB, a fost unul dintre fondatorii Societății Teosofice și o promotoare activă a răspândirii curentului teozofic.

## Biografie

### Familia
Tatăl său, de origine germană, era colonel în armata țaristă, iar mama sa, scriitoare de nuvele sub pseudonim, era înrudită cu familia imperială a Rusiei.

Fiind dintr-o familie nobiliară, Helena are mai multe guvernante, din diferite țări europene, astfel încât ajunge încă din copilărie să vorbească fluent franceza, engleza și germana, care îi vor fi extrem de folositoare în timpul călătoriilor de mai târziu. Îndrăgește lectura încă de mică și citește multe cărți despre ocultism, dar și despre francmasonerie și alte societăți secrete.

### Prima căsătorie
La vârsta de șaptesprezece ani se mărită cu generalul Blavatski, viceguvernator al provinciei rusești Armenia, în vârstă de 40 de ani. Căsătoria durează numai trei săptămâni, nefiind consumată. După acest interval scurt, Helena fură un cal, cu care traversează munții și fuge la bunicul său, aflat la Tiflis, în Georgia.

### Călătoriile lui Madame Blavatski. Marea Fraternitate Albă din Tibet
Deși familia decide că cel mai potrivit ar fi să se întoarcă la părinți, ea este de altă părere și își petrece următorii zece ani (1848-1858) călătorind în cele mai diferite locuri sfinte și întâlnind derviși turci, înțelepți egipteni, pe învățatul Paulos Metamon (alături de care petrece ceva mai mult timp), vraci amerindieni, pastori mormoni, vrăjitori specialiști în voodoo, asceți indieni și, în cele din urmă, pe așa-numiții Mahatmas din Tibet, membri ai unei Mari Fraternități Albe, despre care numai ea povestește. Dintre aceștia, îi cunoaște pe Morya, mai întâi în vis, apoi și în realitate, iar mai apoi pe Maestrul Kuthumi.
În 1858 revine în Rusia, la Pskov, unde locuia sora sa, Vera. Aceasta scrie despre puterile oculte pe care le căpătase între timp Helena. Este vorba, în primul rând, de capacitatea de a citi în „lumina astrală“ și de a vedea fluxurile de gândire ale persoanelor vii, dar și ale celor decedate.
În anii 1863-1865 călătorește în Caucaz, unde trece prin diferite crize și experiențe mistice, printre care și dedublarea, iar între 1865 și 1873 este plasată a doua mare serie de călătorii din viața sa. Vizitează Europa de Est și Balcanii, Egiptul și Siria (unde are contacte cu comunitatea druzilor), Italia (unde Giuseppe Mazzini o inițiază în carbonarism), apoi vizitează, pentru a doua oară, Tibetul, unde stă doi ani alături de maestrul Koot Hoomi. Revenită în Egipt, întemeiază, împreună cu Emma Cutting (viitoarea Emma Coulomb), o societate spiritistă, urmând principiile lui Allan Kardec, un pedagog francez care dezvoltase mai multe teorii referitoare la spiritism. Helena vizitează apoi, succesiv, Ierusalim, Odessa și Paris.

### Agardi Metrovitch
Helenei îi este atribuită o relație romantică, negată însă atît de ea, cît și de familie, cu tenorul italian Agardi Metrovich, căruia se spune că i-ar fi dăruit un fiu, pe nume Yuri. Ea a susținut întotdeauna că Agardi îi era doar un bun prieten, că fiul lui îi era foarte drag, dar că băiețelul nu era al ei. La numai cinci ani, Yuri a murit, zdruncinînd puternic credințele Helenei.

### În New York
În 1873, la vârsta de 42 de ani, se stabilește la New York. Aici se căsătorește pentru a doua oară, de data aceasta cu georgianul Michael C. Betanelly. Nici această căsătorie nu implică însă nici afecțiune și nici relații sexuale, așa că durează numai trei ani. În toată această perioadă, Helena nu divorțase de primul soț.

În 1878, apar la New York cele două volume ale lucrării Isis dezvăluită. În timp ce New York Herald Tribune o consideră una dintre creațiile remarcabile ale secolului al XIX-lea, orientalistul Max Muller o consideră pe autoare incompetentă. Aceasta primește, în 1877, cetățenia americană.

### Înființarea Societății Teosofice
La 7 septembrie 1875 (data oficială: 17 noiembrie același an), ea întemeiază Societatea Teosofică, împreună cu colonelul Henry Steel Olcott, ca președinte, și avocatul irlandez William Quan Judge, ca secretar. Deși ea este principala animatoare a societății, în acte este trecută ca simplu secretar corespondent.
Societatea Teosofică este organizată în vederea îndpelinirii a trei scopuri principale:
- dezvoltarea sentimentelor de toleranță reciprocă și de bunăvoință între popoarele de diferite rase și religii
- încurajarea studiului filosofiei, religiilor și științelor celor vechi, în special ale Arienilor
- cercetări privind natura superioară a omului și puterile sale latente.

În 1879, Blavatski și Olcott au plecat în India și au stabilit sediul acesteia la Adyar. Societatea a prosperat, iar Blavatski a fost editorul revistei The Theosophist.

### În India

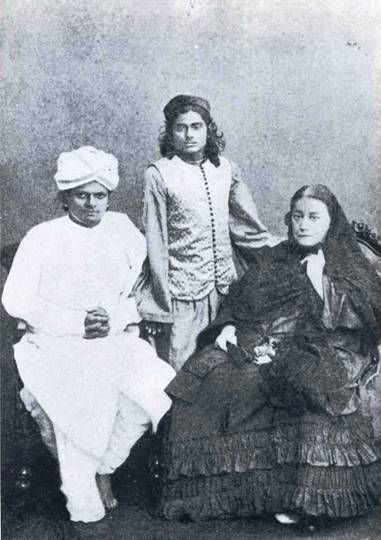
Helena Blavatsky în India

Între 1879 și 1885 întreprinde a treia serie de călătorii, împreună cu Olcott. În februarie 1879, ei lansează la Bombay revista The Teosophist (Teosoful), în care este afirmată ideea unei înțelepciuni divine eterne, numită Teosofie, și a existenței unei Fraternități a Înțelepților. În Sri Lanka, Blavatski și Olcott primesc „pancha sila” (confirmarea buddhistă în cinci precepte). În 1882, se instalează în India, la Adyar, aproape de Madras, acest loc devenind centrul mondial al Societății Teosofice. Acum sunt sistematizate mai multe dintre teoriile doamnei Blavatski, precum cea a celor șapte corpuri: fizic, eteric, astral, mintal inferior, mintal superior, buddhic și atmic.
Nici în India nu rămâne mult timp, în special deoarece este implicată în două scandaluri. Fosta sa colaboratoare din Egipt, Emma Coulomb, o acuză de fals și de escrocherie. În același timp, o anchetă asupra capacităților sale paranormale (citirea gândurilor, materializarea unor obiecte, primirea unor scrisori de la maeștrii tibetani etc) sunt considerate, fie drept escrocherii, fie drept halucinații colective. În 1884 și 1885 călătorește prin Franța și Germania, pentru ca apoi să viziteze Egiptul și India.
Primirea scrisorilor din tavan era un truc de scamatorie, mecanismul scamatoriei a fost dezvăluit public de un fost teosof. Ea făcea multe acte de iluzionism, pretinzând că sunt miracole, dar nu acestea i-au asigurat succesul.

### Ultimii ani

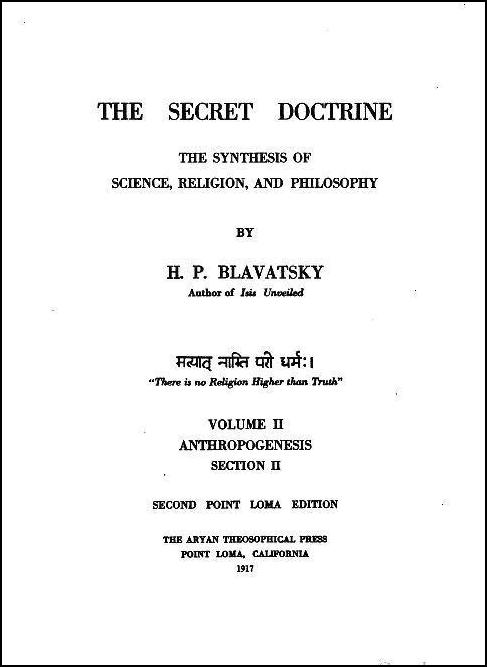
Doctrina secretă, Vol II.

În 1885 părăsește definitiv India pentru Europa. Aici, vizitează Italia, Elveția, Germania, Franța și Belgia. Deja suferă de obezitate (are 113 kilograme), nefrită cronică și hidropizie. 
Din mai 1887, se stabilește la Londra, unde întemeiază loja masonică Blavatsky Lodge și revista Lucifer. Aici îl întâlnește pe cunoscutul poet William Butler Yeats, președinte al societății secrete Hermetic Order of the Golden Dawn (Ordinul Ermetic al Zorilor Aurii). În octombrie 1888, apare și o „Secțiune esoterică“ a Societății Teosofice, destinată căutătorilor mai avansați. În următorii ani apar încă două lucrări: Cheia Teosofiei și cea mai importantă lucrare, Doctrina secretă. Conform lui Madame Blavatski, aceasta se bazează pe misterioasa Carte a lui Dzyan, despre care s-a afirmat că e doar un alt numele al Zoharului, cunoscuta operă kabbalistică. După apariția acestui din urmă volum, câștigă prietenia și sprijinul lui Annie Besant, pe care o desemnează drept succesoarea sa la conducerea Societății. În 1890 este vizitată de tânărul Gandhi, care se afla în plină dezvoltare a conștiinței naționale indiene și redescoperea hinduismul tradițional. Helena îl ajută în acest sens.
Helena Petrovna Blavatski a murit pe 8 mai 1891 și a fost incinerată.

### Controverse ale autenticității, plagiat, influențe
Pe vremea lui Rudolf Steiner, reputația d-nei Blavatschi era de „șarlatan notoriu”.
În urma ei a rămas o operă controversată, care a stârnit nenumărate dezbateri. De pildă, în timp ce Rene Guenon considera teosofia drept una dintre cele mai periculoase greșeli făcute de mentalitatea contemporană, istoricul Theodore Roszak spune că Madame Blavatski a fost unul dintre cei mai originali și mai profunzi gânditori ai timpului său. Călătoriile numeroase, legăturile cu diferiți oficiali militari britanici, dar și ruși, au alimentat zvonurile că s-ar fi aflat în slujba serviciilor secrete britanice. În România, unii consideră că Elena Blavatschi a fost „dementă”.
În mod ironic, taman faptul că a plagiat a asigurat succesul cărților sale. Ea a ambalat în termeni adesea pseudoștiințifici și pseudoistorici idei religioase mai vechi.
Cunoașterea pe care ea o avea asupra subiectelor pe care le discuta în cărți (religii orientale și chestiuni științifice) era extrem de superficială.
Henry Steel Olcott⁠(en)[traduceți] și doi frați englezi au funcționat drept „negri” pentru cărțile ei.
Conform Mariei Carlson, teosofia este o „religie pozitivistă” „oferind o teologie aparent logică bazată pe pseudoștiință”.
Din păcate, baza faptică pentru cartea lui Blavatsky este inexistentă. Ea a susținut că a primit informațiile în timpul transelor în care Maeștrii lui Mahatma din Tibet au comunicat cu ea și i-au permis să citească din vechea Carte a lui Dzyan. Se presupune că această Carte a lui Dzyan a fost compusă în Atlantida folosind limba pierdută Senzar, dar dificultatea este că niciun savant al limbilor antice în anii 1880 sau de atunci încoace nu a întâlnit nici cea mai mică referire trecătoare la Cartea lui Dzyan sau limba Senzar.— Fritze 2009, pp. 43–44.

## Lucrări scrise
- Blavatsky, H P (1877), Isis unveiled, J.W. Bouton, OCLC 7211493, arhivat din original la 2 ianuarie 2019, accesat în 23 martie 2010
- Blavatsky, H P (1880), From the Caves and Jungles of Hindostan, Floating Press, ISBN 1775416038, arhivat din original la 24 martie 2010, accesat în 23 martie 2010
- Blavatskaja, Elena Petrovna (1888), The secret doctrine, Theosophical Publ. Co, OCLC 61915001, arhivat din original la 15 septembrie 2017, accesat în 23 martie 2010
- Blavatsky, H P (1933) [1889], The voice of the silence, Theosophy Co. (India) Ltd, OCLC 220858481, arhivat din original la 3 iunie 2017, accesat în 23 martie 2010
- Blavatsky, H P (1889), The key to theosophy, Theosophical Pub. Co, OCLC 612505, arhivat din original la 6 iunie 2017, accesat în 23 martie 2010
- Blavatsky, H P (1892), Nightmare tales, London, Theosophical publishing society, OCLC 454984121
- Blavatsky, H P; Neff, Mary Katherine (1937), Personal memoirs, London, OCLC 84938217
- Blavatsky, H P; Goodrick-Clarke, Nicholas (2004), Helena Blavatsky, Western esoteric masters series, North Atlantic Books, ISBN 9781556434570, OCLC 53992973

## Cărți despre ea
- Bleiler, Everett Franklin (1948), The checklist of fantastic literature; a bibliography of fantasy, weird and science fiction books published in the English language, Chicago, Shasta Publishers, OCLC 1113926
- Caldwell, Daniel H (2000), The esoteric world of Madame Blavatsky : insights into the life of a modern sphinx, Theosophical Pub. House, ISBN 9780835607940, OCLC 44613194
- Cranston, S L (1994) [1993], HPB : the extraordinary life and influence of Helena Blavatsky, founder of the modern Theosophical movement, Putnam, ISBN 9780874777697, OCLC 28666454
- Guénon, René (2001), Theosophy : history of a pseudo-religion, Sophia Perennis, ISBN 9780900588808, OCLC 46364622, accesat în 26 noiembrie 2009
- Hanson, Virginia (1988), H.P. Blavatsky and The secret doctrine, A Quest book, Theosophical Pub. House, ISBN 9780835606301, OCLC 17477685, accesat în 26 noiembrie 2009
- Harrison, Vernon (1997), H.P. Blavatsky and the SPR : an examination of the Hodgson report of 1885, Theosophical University Press, ISBN 9781557001184, OCLC 36565944, accesat în 26 noiembrie 2009
- Meade, Marion (1980), Madame Blavatsky, the woman behind the myth, Putnam, ISBN 9780399123764
- Ryan, Charles J; Knoche, Grace F (1937), H.P. Blavatsky and the theosophical movement : a brief historical sketch, Theosophical University Press, ISBN 9781557000903
- Symonds, John (2006) [1959], The lady with the magic eyes : Madame Blavatsky, medium and magician, Kessinger Pub, ISBN 9781425487096, OCLC 122353386
- Vonnegut, Kurt (1989), Wampeters foma & granfalloons : (opinions), Dell fiction; Laurel edition (în Repr), Dell Publ, ISBN 9780440185338, OCLC 256160488